# Nemat Safavi
Nemat Safavi es un joven iraní. Actualmente se encuentra arrestado en su país desde hace tres años y condenado a muerte en la horca por sodomía, acto que en Irán es considerado como un delito.

## Historia de Nemat y la difusión de su caso
Nemat Safavi fue arrestado en la ciudad de Ardebil, capital de la provincia iraní de Ardabil, en el Azerbaiyán iraní, a la edad de 16 años, acusado de «sodomía» (en persa, lavât), delito tipificado por la ley iraní, de la que parte está basada en  la Sharia o ley islámica, y para el que prevé la pena capital. Tras más dos años de arresto en el penal juvenil de Ardabil, el Tribunal de esta localidad lo sentenció a muerte por dicho delito en septiembre de 2008. Amnistía Internacional, la ONU, el Parlamento Europeo y la Premio Nobel de la Paz Shirín Ebadí han solicitado a las autoridades iraníes el cese de las ejecuciones de menores de edad, sin que hasta el momento hayan obtenido una respuesta favorable de parte del gobierno de Teherán. 
En los días anteriores al veredicto del Tribunal Superior de Irán en cuanto al recurso presentado se produjo una campaña internacional en defensa de Safaví a través de Internet en redes sociales como  Facebook y Twitter. El 22 de octubre de 2009, el Tribunal Superior iraní anuló la sentencia de muerte y reenvió el caso a la Corte de Apelación de Ardebil.